# Khāyesk
Khāyesk (persiska: خایسک) är en ort i Iran.   Den ligger i provinsen Khorasan, i den nordöstra delen av landet, 600 km öster om huvudstaden Teheran. Khāyesk ligger 1 728 meter över havet och antalet invånare är 495.
Terrängen runt Khāyesk är huvudsakligen kuperad, men den allra närmaste omgivningen är platt. Runt Khāyesk är det ganska tätbefolkat, med 56 invånare per kvadratkilometer. Närmaste större samhälle är Qarah Shāhverdī, 19,8 km norr om Khāyesk. Trakten runt Khāyesk består i huvudsak av gräsmarker.